# Оно, Аполо Антон
Аполо Антон Оно (англ. Apolo Anton Ohno; род. 22 мая 1982 года в Сиэтле, США) — американский конькобежец, выступающий в шорт-треке; двукратный олимпийский чемпион, двукратный серебряный и 4-кратный бронзовый призёр Олимпийских игр, 8-кратный чемпион мира. Окончил Университет Колорадо.

## Биография
Аполо Антон Оно родился в семье отца — японца и матери — американки. Его родители развелись сразу после того, как он родился, поэтому свою мать он не видел и не знал, и воспитывался своим отцом Юки, который с раннего возраста поощрял его заниматься спортом в качестве конструктивного выхода для его обильной энергии. Аполо начал плавать в возрасте 8 лет и побил национальный рекорд на 50 м на спине в возрасте 12 лет. Он также катался на роликовых коньках.
Аполо начал заниматься шорт-треком в возрасте 12 лет в 1995 году и уже в 13 лет его приняли в Американский центр Олимпийской подготовки в Лейк-Плэсиде. В 1997 году занял 1-е место на этапе Кубка мира. В том же году в возрасте 14 лет он стал самым молодым национальным чемпионом США и был действующим чемпионом с 2001 по 2009 год, выиграв титул в общей сложности 12 раз. В 1998 году участвовал в Олимпийских играх в Нагано, однако не прошёл дальше квалификационных заездов.
Он стал первым американцем, выигравшим общий титул Кубка мира 2000/2001 годов, причём занял 1-е место в зачёте Кубка мира по всем трём основным дисциплинам (500 метров, 1000 метров и 1500 метров), а также в сезонах 2002/2003 и 2004/2005 годов стал победителем Кубка мира в общем зачёте. На чемпионатах мира по шорт-треку Оно дважды был 2-м в общем зачёте 2001 года в Чонджу и в 2005 в Пекине.
Удача сопутствовала Оно на зимних Олимпийских играх 2002 года он выиграл дистанцию 1500 м и стал 2-м на дистанции 1000 м. Золотая медаль Оно вызвала скандал: в финальном забеге на 1500 м Оно финишировал вторым, однако его соперник кореец Ким Дон Сон был дисквалифицирован за то, что пересек траекторию движения Оно и помешал ему. Многие, особенно в Корее, считали, что Оно инсценировал нарушение Кима; по-видимому, особый накал возмущения в Корее был связан ещё и с тем, что по национальности Оно наполовину японец, а антияпонские настроения в Корее сильны ещё со времен японской оккупации.
Перед чемпионатом мира по шорт-треку 2003 года, проводившемся в Корее, Оно был завален письмами с угрозами смерти и в итоге отказался от участия в чемпионате; в 2005 году Оно всё-таки приехал на этап Кубка мира в Сеуле (и выиграл две золотые медали) — в аэропорту его безопасность обеспечивал отряд из 100 полицейских.
На зимней Олимпиаде 2006 года Оно стал чемпионом на дистанции 500 метров и занял 3-е место на дистанции 1000 метров. Кроме того, благодаря прежде всего ему сборная США завоевала бронзовую медаль в эстафете. После Туринских игр он сделал перерыв в соревнованиях. В 2007 году на чемпионате мира в Милане он стал 3-м в общем зачёте многоборья.
На чемпионате мира в Канныне в марте 2008 года Аполо завоевал титулы чемпиона мира на дистанции 500 метров и в общем зачете и на командном чемпионате мира в Харбине выиграл золотую медаль в команде. Через год в Вене помог команде выиграть золотую медаль в эстафете и выиграл бронзу на чемпионате мира среди команд в Херенвене.
На Играх 2010 года в Ванкувере Оно завоевал три медали: серебро на дистанции 1500 метров и бронза на дистанции 1000 метров и в эстафете.
С тех пор, как Аполо Антон Оно заработал свою восьмую медаль на Играх в Ванкувере он участвовал в шоу "Танцы со звездами" в 2012 году. У него были эпизодические роли в нескольких телешоу и роль в телевизионном фильме Syfy "Тасманийские дьяволы". Он пробежал Нью-Йоркский марафон и стал представителем бронхоспазма, вызванного физическими упражнениями, состояния, с которым он был диагностирован в 2000 году. Он работал корреспондентом NBC Sports на Олимпийских играх в Лондоне и в 2013 году стал ведущим игрового шоу сети "Minute to Win It".
Аполо продолжает участвовать в олимпийском движении. Он был спортивным аналитиком NBC на зимних играх в Сочи 2014 и Пхенчхане 2018 годах и является послом Специальных Олимпийских игр и зимних Олимпийских игр. В настоящее время он входит в заявочные комитеты на зимние игры в Солт-Лейк-Сити и летние игры 2028 года в Лос-Анджелесе. Он также продолжал продвигать себя в мире спорта, выиграв 4 сезон популярного реалити-шоу ABC "Танцы со звездами" и завершив чемпионат мира по триатлону Ironman 2014 года в Гавайях, менее чем за десять часов.
Он провел большую часть прошлого десятилетия, путешествуя по миру и улучшая свои успехи в бизнесе. Основная часть этого времени в Азии была потрачена на изучение различных секторов бизнеса, начиная от добычи и разработки редкоземельных элементов и заканчивая инфраструктурой и программным обеспечением. Он также закончил восьминедельную учебную программу executive education в школе Wharton Университета Пенсильвании вместе с бизнесменами из ведущих мировых компаний.

### Результаты на Олимпийских играх
| Олимпийские игры    | 500 м | 1000 м | 1500 м | Эстафета |
| ------------------- | ----- | ------ | ------ | -------- |
| 2002 Солт-Лейк-Сити | 11    | 2      | 1      | 4        |
| 2006 Турин          | 1     | 3      | 8      | 3        |
| 2010 Ванкувер       | 8     | 3      | 2      | 3        |